# Șancerovo, Mihailov
Șancerovo (în rusă Шанчерово) este un sat, parte a așezării rurale Jmurovo din raionul Mihailov, regiunea Reazan, Federația Rusă. 

## Personalități născute aici
- Vasili Agapkin (1884 - 1964), compozitor rus.